# Горења вас при Лесковцу
Горења вас при Лесковцу (словен. Gorenja vas pri Leskovcu) је насељено место у општини Кршко, Посавска регија, Словенија.

## Историја
До територијалне реорганизације у Словенији била је у саставу старе општине Кршко.

## Становништво
У попису становништва из 2011. године, Горења вас при Лесковцу имала је 136 становника.
| Број становника према пописима | Број становника према пописима | Број становника према пописима |
| ------------------------------ | ------------------------------ | ------------------------------ |
| 1991                           | 2002                           | 2011                           |
| 144                            | 136                            | 136                            |